# MTV Entertainment Studios
MTV Entertainment Studios ist der Film- und Fernsehproduktionszweig der MTV Entertainment Group, einer Tochtergesellschaft der Paramount Media Networks Division von Paramount Global. Das 1991 als MTV Productions gegründete Unternehmen, das aus der 1996 gegründeten MTV Films Group und der MTV Production Development/MTV Studios Group (2003–2021) hervorgegangen ist, hat Fernsehserien wie Beavis and Butt-Head, Æon Flux, Jackass, My Super Sweet 16, Daria, Celebrity Deathmatch, Clone High und The Real World sowie Filme wie Election, Joes Apartment und Napoleon Dynamite produziert. Die Filme werden von der zu Paramount Global gehörenden Abteilung Paramount Pictures veröffentlicht. Die Abteilung MTV Films war bis 2020 Teil von Paramount Players.

## Geschichte
MTV Productions begann 1991 mit Doug Herzog als Präsidenten. Ziel war es das Portfolio von MTV um Produktionen für Kino, Fernsehen und den internationalen Markt zu erweitern. 1993 kam es zur ersten Expansion. Zu diesem Zweck wurde ein zweijähriger Vertrag mit Geffen abgeschlossen. Erstes gemeinsames Projekt war der Film Joes Apartment – Das große Krabbeln (1996) mit Jerry O’Connell, der auf dem gleichnamigen Kurzfilm von John Payson beruhte. Der Deal platzte jedoch, da MTVs Muttergesellschaft Viacom Paramount Pictures aufkaufte. Joes Appartment floppte schließlich auch noch an den Kinokassen und führte bei einem Budget von 13 Millionen Dollar zu einem Verlust von 8 Millionen Dollar.
Mit Paramount Pictures wurden alle MTV-Produktionen schließlich übernommen und über MTV Productions umgesetzt. Daneben entstanden weitere Produktionen, unter anderem The Jon Stewart Show. 1996 wurde der name in MTV Films umbenannt. Es entstand schließlich der Film Beavis und Butt-Head machen’s in Amerika (1996), der ein großer Erfolg wurde.
Von 1997 bis 1998 arbeitete MTV Productions eng mit Paramount Television zusammen. Gemeinsam produzierte man die NBC-Sitcom Jenny, die UPN-Sitcom Hitz und die Actionserie Drei stahlharte Profis für The WB, die jedoch alle floppten. 1998 und 1999 erschienen außerdem mit Dead Man on Campus und Eine Nacht in New York zwei weitere Filmflops.
2001 folgte Zoolander, der zweite Erfolgsfilm des Studios. 2003 sollte ein Film nach der Fernsehserie Celebrity Deathmatch entstehen, der jedoch nie realisiert wurde.
Am 21. August 2006 wurden Nickelodeon Movies, Comedy Central Films und MTV Films zu Labels der Paramount Motion Pictures Group. 2017 entstand mit Nickelodeon Movies und BET Films ein Joint Venture namens Paramount Players. 2020 wurde MTV Films in MTV Studios umbenannt. Im gleichen Jahr wurde die Tochter MTV Documentary Films gegründet. Ein Jahr später wurde MTV Studios zu MTV Entertainment Studios.

## Filme
| Jahr | Titel                                                   | Originaltitel                                           | Weiters beteiligte Produktionsfirmen                                                                                               |
| ---- | ------------------------------------------------------- | ------------------------------------------------------- | --- |
| 1996 | Joes Apartment – Das große Krabbeln                     | Joe’s Apartment                                         | |
| 1996 | Beavis und Butt-Head machen’s in Amerika                | Beavis and Butt-head Do America                         | |
| 1998 | Dead Man on Campus                                      | Dead Man on Campus                                      | Pacific Western |
| 1999 | Varsity Blues                                           | Varsity Blues                                           | Tova Laiter Productions |
| 1999 | Eine Nacht in New York                                  | 200 Cigarettes                                          | |
| 1999 | Election                                                | Election                                                | |
| 1999 | Jein, ich will                                          | The Wood                                                | Bona Fide Productions |
| 2000 |                                                         | The Original Kings of Comedy                            | Latham Entertainment, 40 Acres & A Mule Filmworks                                                                                  |
| 2001 | Save the Last Dance                                     | Save the Last Dance                                     | |
| 2001 | Pootie Tang                                             | Pootie Tang                                             | |
| 2001 | Zoolander                                               | Zoolander                                               | |
| 2002 | Nix wie raus aus Orange County                          | Orange County                                           | |
| 2002 | Not a Girl – Crossroads                                 | Crossroads                                              | |
| 2002 |                                                         | Martin Lawrence Live: Runteldat                         | |
| 2002 | Jackass: The Movie                                      | Jackass: The Movie                                      | Dickhouse Productions, Lynch Siderow Productions                                                                                   |
| 2003 |                                                         | Better Luck Tomorrow                                    | |
| 2003 | Fighting Temptations                                    | The Fighting Temptations                                | |
| 2003 | Tupac: Resurrection                                     | Tupac: Resurrection                                     | |
| 2004 | Voll gepunktet                                          | The Perfect Score                                       | |
| 2004 | Napoleon Dynamite                                       | Napoleon Dynamite                                       | |
| 2005 | Coach Carter                                            | Coach Carter                                            | |
| 2005 | Spiel ohne Regeln                                       | The Longest Yard                                        | |
| 2005 | Hustle & Flow                                           | Hustle & Flow                                           | |
| 2005 | Murderball                                              | Murderball                                              | |
| 2005 | Get Rich or Die Tryin’                                  | Get Rich or Die Tryin’                                  | |
| 2005 | Æon Flux                                                | Æon Flux                                                | |
| 2006 |                                                         | Broken Bridges                                          | |
| 2006 | Jackass: Nummer Zwei                                    | Jackass Number Two                                      | Dickhouse Productions |
| 2006 | Save the Last Dance 2                                   | Save the Last Dance 2                                   | |
| 2007 | Freedom Writers                                         | Freedom Writers                                         | Paramount, Jersey Films, Double Feature Films                                                                                      |
| 2007 | Die Eisprinzen                                          | Blades of Glory                                         | Red Hour Films, Smart Entertainment (Dreamworks)                                                                                   |
| 2007 | Beneath                                                 | Beneath                                                 | Paramount Classics |
| 2008 | How She Move                                            | How She Move                                            | Sienna Films, Celluloid Dreams |
| 2008 | Stop-Loss                                               | Stop-Loss                                               | Scott Rudin Productions, Peirce Pictures (Paramount)                                                                               |
| 2008 | The Foot Fist Way                                       | The Foot Fist Way                                       | |
| 2008 | Jackass Presents: Mat Hoffman's Tribute to Evel Knievel | Jackass Presents: Mat Hoffman's Tribute to Evel Knievel | Dickhouse Productions |
| 2009 | Dance Flick – Der allerletzte Tanzfilm                  | Dance Flick                                             | Wayans Bros. (Paramount) |
| 2010 | Jackass 3D                                              | Jackass 3D                                              | Dickhouse Productions |
| 2010 | The Drawn Together Movie: The Movie                     | The Drawn Together Movie: The Movie                     | Double Hemm / 6 Point Harness |
| 2011 | Justin Bieber: Never Say Never                          | Justin Bieber: Never Say Never                          | Insurge Pictures, AEG Live, Magical Elves Productions (Paramount)                                                                  |
| 2011 | Footloose – Es ist wieder Zeit zu tanzen                | Footloose                                               | Dylan Sellers, Zadan/Meron, Weston Pictures (Spyglass Entertainment)                                                               |
| 2012 |                                                         | The Spirit of 4/20                                      | |
| 2012 | Katy Perry: Part of Me                                  | Katy Perry: Part of Me - The Movie                      | Insurge Pictures, Imagine Entertainment, Pulse Films, AEG Live, Splinter Films                                                     |
| 2013 | Hänsel und Gretel: Hexenjäger                           | Hansel & Gretel: Witch Hunters                          | Gary Sanchez Productions, Studio Babelsberg (Paramount & MGM)                                                                      |
| 2013 | Jackass: Bad Grandpa                                    | Jackass Presents: Bad Grandpa                           | Dickhouse Productions |
| 2015 | Project Almanac                                         | Project Almanac                                         | Insurge Pictures, Platinum Dunes, Paramount Pictures                                                                               |
| 2019 | Eli                                                     | Eli                                                     | Paramount Players / Intrepid Pictures / Bellevue Productions                                                                       |
| 2020 | 76 Days                                                 | 76 Days                                                 | Dokumentarfilm, Beachside Films / Bunny Lake Films / 21 Balloons Productions                                                       |
| 2020 |                                                         | Finding Yingying                                        | Stampede Ventures / Divide/Conquer / Foton Pictures / Glanzrock Productions                                                        |
| 2021 | Madame X                                                | Madame X                                                | |
| 2021 | South Park: Post Covid                                  | South Park: Post Covid                                  | Comedy Partners / South Park Studios                                                                                               |
| 2021 | South Park: Post Covid: The Return of Covid             | South Park: Post Covid: The Return of Covid             | Comedy Partners / South Park Studios                                                                                               |
| 2021 | Ascension                                               | Ascension                                               | XTR / Firelight Media / Field of Vision / Cinereach / Chicken & Egg Pictures / The Sundance Institute / San Francisco Film Society |
| 2022 | Three Months                                            | Three Months                                            | The Allegiance Theater |
| 2022 | South Park The Streaming Wars                           | South Park The Streaming Wars                           | Comedy Partners / South Park Studios                                                                                               |
| 2022 | Beavis and Butt-Head Do the Universe                    | Beavis and Butt-Head Do the Universe                    | Titmouse, Inc. / Judgemental Films / 3 Arts Entertainment                                                                          |
| 2022 | South Park The Streaming Wars 2                         | South Park The Streaming Wars 2                         | Comedy Partners / South Park Studios                                                                                               |
| 2022 | Jackass Forever                                         | Jackass Forever                                         | Dickhouse Productions / Gorilla Flicks                                                                                             |
| 2023 | Teen Wolf: The Movie                                    | Teen Wolf: The Movie                                    | First Cause, Inc. / Capital Arts Entertainment / MGM Television                                                                    |

## Fernsehen

### Fernsehserien
| Deutscher Titel                        | Originaltitel                                     | Sender                                     | Jahre        | Weitere Produktionsunternehmen |
| -------------------------------------- | ------------------------------------------------- | ------------------------------------------ | ------------ | --- |
|                                        | 120 Minutes                                       | MTV/MTV2                                   | 1986–2013    | |
|                                        | Club MTV                                          | MTV                                        | 1987–1992    | |
|                                        | Stevie and Zoya                                   | MTV                                        | 1987–1989    | MTV Animation |
|                                        | Remote Control                                    | MTV/Syndication                            | 1987–1990    | |
| Yo! MTV Raps                           | Yo! MTV Raps                                      | MTV/Paramount+                             | 1988–present | |
|                                        | House of Style                                    | MTV                                        | 1989–2012    | |
|                                        | Night After Night with Allan Havey                | Comedy Central                             | 1989–1992    | Comedy Partners / HBO Downtown Productions |
|                                        | MTV Unplugged                                     | MTV/MTV Live                               | 1989–present | |
|                                        | Turn It Up!                                       | MTV                                        | 1990         | Chauncey Street Productions |
|                                        | Liquid Television                                 | MTV                                        | 1991–2014    | MTV Animation / Colossal Pictures (Staffeln 1–3) / Titmouse, Inc. (Staffel 4) |
| Æon Flux                               | Æon Flux                                          | MTV                                        | 1991–1995    | MTV Animation / Colossal Pictures |
| The Real World                         | The Real World                                    | MTV/Facebook Watch                         | 1992–2019    | Bunim/Murray Productions |
| Lip Service                            | Lip Service                                       | MTV                                        | 1992–1994    | |
| Beavis and Butt-Head                   | Beavis and Butt-Head                              | MTV/Paramount+                             | seit 1993    | MTV Animation (Staffeln 1–8) / Titmouse, Inc. (Staffeln 9–) / Judgemental Films / 3 Arts Entertainment |
|                                        | Politically Incorrect                             | Comedy Central/ABC                         | 1993–2002    | Comedy Partners / HBO Downtown Productions / Brillstein-Grey Entertainment (1997–1999) / Brad Grey Television (1999–2002) |
|                                        | The Jon Stewart Show                              | MTV/Syndication                            | 1993–1995    | Busboy Productions / Paramount Domestic Television (Staffel 2) |
|                                        | The Brothers Grunt                                | MTV                                        | 1994–1995    | MTV Animation / a.k.a. Cartoon |
|                                        | The Head                                          | MTV                                        | 1994–1996    | MTV Animation |
|                                        | The Tom Green Show                                | MTV / Rogers TV / The Comedy Network       | 1994–2000    | |
|                                        | The Maxx                                          | MTV                                        | 1995         | MTV Animation |
| Dr. Katz, Professional Therapist       | Dr. Katz, Professional Therapist                  | Comedy Central                             | 1995–2000    | Comedy Partners / HBO Downtown Productions / Popular Arts Entertainment / Tom Snyder Productions |
|                                        | Singled Out                                       | MTV/Quibi                                  | 1995–2020    | Start Entertainment |
|                                        | Road Rules                                        | MTV/Paramount+                             | seit 1995    | Bunim/Murray Productions |
| VH1 Storytellers                       | VH1 Storytellers                                  | VH1                                        | 1996–2015    | |
| The Daily Show                         | The Daily Show                                    | Comedy Central                             | seit 1996    | Comedy Partners / Mad Cow Productions (1996–2002) / Busboy Productions (1999–2015) / Ark Angel (seit 2015) |
| Daria                                  | Daria                                             | MTV                                        | 1997–2002    | MTV Animation / Heyday Media |
| South Park                             | South Park                                        | Comedy Central                             | seit 1997    | Comedy Partners / Braniff Productions (1997–2006) / Parker-Stone Productions (2006–2007) / South Park Studios (seit 2007) / Alex Coletti Productions (25th Anniversary Concert)                                                        |
|                                        | Cartoon Sushi                                     | MTV/ Teletoon                              | 1997–1998    | MTV Animation / a.k.a Cartoon / DNA Productions |
|                                        | Hitz                                              | UPN                                        | 1997–1998    | Vaczy-Gamble Productions / Paramount Television |
|                                        | Jenny                                             | NBC                                        | 1997–1998    | Mark & Howard Productions / Paramount Television |
| Behind the Music                       | Behind the Music                                  | VH1/Paramount+                             | seit 1997    | CBS News / Paramount Television / Gay Rosenthal Productions / Creature Films |
|                                        | Three                                             | The WB                                     | 1998         | Paramount Television |
|                                        | True Life                                         | MTV                                        | 1998–2017    | |
| Celebrity Deathmatch                   | Celebrity Deathmatch                              | MTV/MTV2                                   | 1998–2007    | MTV Animation / Cuppa Coffee Studio |
|                                        | The Challenge                                     | MTV                                        | seit 1998    | Bunim/Murray Productions |
|                                        | Comedy Central Presents                           | Comedy Central                             | 1998–2011    | Comedy Partners / Rick Mill Productions |
| Total Request Live                     | Total Request Live                                | MTV                                        | 1998–2008    | |
|                                        | Station Zero                                      | MTV                                        | 1999         | MTV Animation / Possible Worlds / C-Traze Studios / Upfront Entertainment |
| Strangers with Candy                   | Strangers with Candy                              | Comedy Central                             | 1999–2000    | |
|                                        | Downtown                                          | MTV                                        | 1999         | MTV Animation |
|                                        | Making the Band                                   | ABC / MTV                                  | 2000–2009    | Bunim/Murray Productions |
| 2gether                                | 2gether: The Series                               | MTV                                        | 2000–2001    | Gunn & Gunn Productions / Alliance Atlantis |
|                                        | The Lyricist Lounge Show                          | MTV                                        | 2000–2001    | C to the B Productions |
| MTV Cribs                              | MTV Cribs                                         | MTV/CMT                                    | seit 2000    | |
| Jackass                                | Jackass                                           | MTV                                        | 2000–2002    | Dickhouse Productions |
|                                        | That's My Bush!                                   | Comedy Central                             | 2001         | Comedy Partners / Important Television |
|                                        | Undergrads                                        | MTVTeletoon                                | 2001         | MTV Animation / Decode Entertainment |
|                                        | Primetime Glick                                   | Comedy Central                             | 2001–2003    | Comedy Partners |
|                                        | CMT Crossroads                                    | CMT                                        | seit 2002    | Country Music Television |
| Crank Yankers – Falsch verbunden!      | Crank Yankers                                     | Comedy Central/MTV2                        | seit 2002    | Comedy Partners / Kimmelot / ITV America |
|                                        | Sorority Life                                     | MTV                                        | 2002–2003    | |
|                                        | Clone High                                        | MTV/HBO Max Teletoon                       | seit 2002    | MTV Animation / Touchstone Television / Doozer / Lord Miller Productions / Nelvana |
|                                        | TV Land Legends: The 60 Minutes Interviews        | TV Land                                    | 2002–2004    | CBS News |
|                                        | 3-South                                           | MTV                                        | 2002–2003    | MTV Animation / Warner Bros. Animation |
|                                        | Gerhard Reinke's Wanderlust                       | Comedy Central                             | 2003         | Comedy Partners / Jackhole Productions |
| Chappelle’s Show                       | Chappelle's Show                                  | Comedy Central                             | 2003–2006    | Comedy Partners / Pilot Boy Productions / Marobru Productions |
| Punk’d                                 | Punk'd                                            | MTV/BET/The Roku Channel                   | seit 2003    | Katalyst Media (Staffeln 1–9) / STX Entertainment (Staffel 10–) |
|                                        | I'm with Busey                                    | Comedy Central                             | 2003         | Comedy Partners |
|                                        | Gary the Rat                                      | Paramount Network                          | 2003         | Spike Cable Networks / Grammnet Productions / Cheyenne Enterprises |
| Ren & Stimpy „Adult Party Cartoon“     | Ren & Stimpy "Adult Party Cartoon"                | Paramount Network                          | 2003         | Spike Cable Networks / Spümcø / Carbunkle Cartoons / Big Star Enterprises / PiP Animation Services |
| Stripperella                           | Stripperella                                      | Paramount Network                          | 2003–2004    | Spike Cable Networks / The Firm |
| Reno 911!                              | Reno 911!                                         | Comedy Central/The Roku Channel/Paramount+ | seit 2003    | High Sierra Carpeting / Jersey Television (2003–2009) |
| Comedy Central Roast                   | Comedy Central Roast                              | Comedy Central                             | seit 2003    | Comedy Partners |
|                                        | The Joe Schmo Show                                | Paramount Network                          | 2003–2013    | Spike Cable Networks / Resse Wernick Productions / Stone Stanley Entertainment (Staffeln 1–2) / Zoo Productions (Staffel 3) |
|                                        | Kid Notorious                                     | Comedy Central                             | 2003         | Comedy Partners / Alan & Alan Productions / 6 Point Harness |
| Viva La Bam                            | Viva La Bam                                       | MTV                                        | 2003–2004    | 18 Husky (Staffeln 1–3) / Dakota Pictures / Bam Margena Productions |
|                                        | Bands Reunited                                    | VH1                                        | 2004–2006    | VH1 Productions / Evolution Media |
| Pimp My Ride                           | Pimp My Ride                                      | MTV                                        | 2004–2007    | R–Lab |
|                                        | I Want a Famous Face                              | MTV                                        | 2004–2005    | Pink Sneakers Productions |
|                                        | TV Land Moguls                                    | TV Land                                    | 2004–2009    | CBS News |
|                                        | Crossballs: The Debate Show                       | Comedy Central                             | 2004         | Comedy Partners |
|                                        | ALF's Hit Talk Show                               | TV Land                                    | 2004         | Burt Dubrow Productions |
| The Assistant                          | The Assistant                                     | MTV                                        | 2004         | |
|                                        | Living in TV Land                                 | TV Land                                    | 2004–2006    | |
|                                        | Video Mods                                        | MTV2                                       | 2004–2005    | Big Bear Entertainment / IBC Entertainment |
| Laguna Beach                           | Laguna Beach: The Real Orange County              | MTV                                        | 2004–2006    | Go Go Luckey Productions |
|                                        | Wanda Does It                                     | Comedy Central                             | 2004         | Comedy Partners |
| Drawn Together                         | Drawn Together                                    | Comedy Central                             | 2004–2007    | Comedy Partners / Double Hemm |
|                                        | My Super Sweet 16                                 | MTV                                        | 2005–2017    | |
|                                        | Wonder Showzen                                    | MTV2                                       | 2005–2006    | MTV Animation / PFFR Productions |
|                                        | Chasing Farrah                                    | TV Land                                    | 2005         | |
|                                        | Next                                              | MTV                                        | 2005–2008    | Kallissa Productions / Lighthearted Entertainment |
| The Andy Milonakis Show                | The Andy Milonakis Show                           | MTV/MTV2                                   | 2005–2007    | Jackhole Productions |
|                                        | 365gay News                                       | Logo TV                                    | 2005–2011    | CBS News |
|                                        | Stella                                            | Comedy Central                             | 2005         | Comedy Partners |
|                                        | Mind of Mencia                                    | Comedy Central                             | 2005–2008    | Comedy Partners |
|                                        | Wild 'n Out                                       | MTV/MTV2/VH1                               | 2005–present | Mr. Renassiance Entertainment (Staffeln 1–4) / The Collective (Staffeln 1–4) / Ncredible Entertainment (Staffel 5–) |
| Run's House                            | Run's House                                       | MTV                                        | 2005–2009    | Good Clean Fun / Simmons/Lathan Media Group / Bad Boy Films |
| The Colbert Report                     | The Colbert Report                                | Comedy Central                             | 2005–2014    | Comedy Partners / Spartina Productions / Busboy Productions |
| Noah’s Arc                             | Noah's Arc                                        | Logo TV                                    | 2005–2006    | |
|                                        | Sit Down Comedy with David Steinberg              | TV Land                                    | 2005–2007    | Dark Light Pictures |
|                                        | Can't Get a Date                                  | VH1 / Logo TV                              | 2006–2008    | |
|                                        | So Notorious                                      | VH1                                        | 2006         | Alberghini/Chessler Productions |
|                                        | Yo Momma                                          | MTV                                        | 2006–2007    | Evolution Media / MV Productions Inc |
| The Hills                              | The Hills                                         | MTV                                        | 2006–2010    | Done and Done Productions |
| Where My Dogs At?                      | Where My Dogs At?                                 | MTV2                                       | 2006         | MTV Animation / Enough With The Bread / Already Productions / 6 Point Harness |
|                                        | Dog Bites Man                                     | Comedy Central                             | 2006         | Comedy Partners / DreamWorks Television |
|                                        | Dallas Cowboys Cheerleaders: Making the Team      | CMT                                        | 2006–2021    | Country Music Television / Triage Entertainment |
|                                        | Rob & Big                                         | MTV                                        | 2006–2008    | Dickhouse Productions |
|                                        | Bam's Unholy Union                                | MTV                                        | 2007         | Bam Margera Productions / Sonar Entertainment |
|                                        | Wrestling Society X                               | MTV                                        | 2007         | Big Vision Entertainment |
|                                        | The Sarah Silverman Program                       | Comedy Central                             | 2007–2010    | Comedy Partners / Eleven Eleven O' Clock Productions / Oil Factory, Inc. |
|                                        | Human Giant                                       | MTV                                        | 2007–2008    | 3 Arts Entertainment |
|                                        | Friday: The Animated Series                       | MTV2                                       | 2007         | MTV Animation / New Line Television / Cube Vision |
|                                        | American Body Shop                                | Comedy Central                             | 2007         | Comedy Partners |
|                                        | Room 401                                          | MTV                                        | 2007         | Toy Plane Industries / Proud Mary Entertainment / Katalyst Films |
| A Shot at Love with Tila Tequila       | A Shot at Love with Tila Tequila                  | MTV                                        | 2007         | 495 Productions |
|                                        | Kaya                                              | MTV                                        | 2007         | CTV / Flame Ventures / Kedzie Productions / Protocol Entertainment |
| Newport Harbor: The Real Orange County | Newport Harbor: The Real Orange County            | MTV                                        | 2007–2008    | Go Go Luckey Productions |
|                                        | CMT Invitation Only                               | CMT                                        | 2007–2011    | Country Music Television |
| Celebrity Rehab with Dr. Drew          | Celebrity Rehab with Dr. Drew                     | VH1                                        | 2008         | Irwin Entertainment |
| America’s Best Dance Crew              | America's Best Dance Crew                         | MTV                                        | 2008–2015    | Tenth Planet Productions / Hip Hop International / Bayonne Entertainment / Dream Merchant Entertainment / Warner Horizon Television |
| 1000 Wege, ins Gras zu beißen          | 1000 Ways to Die                                  | Paramount Network                          | 2008–2012    | Spike Cable Networks / Original Productions |
|                                        | Atom TV                                           | Comedy Central                             | 2008         | Comedy Partners |
|                                        | Factory                                           | Paramount Network                          | 2008         | Spike Cable Networks / Screamin' Chicken Productions / 3 Arts Entertainment / Devlin Entertainment |
|                                        | Chocolate News                                    | Comedy Central                             | 2008         | Comedy Partners / Central Productions |
|                                        | 50 Cent: The Money and the Power                  | MTV                                        | 2008–2009    | Ish Entertainment / Shady Records / Aftermath Entertainment / Interscope Records / Cheetah Vision Films |
| The City                               | The City                                          | MTV                                        | 2008–2010    | Done and Done Productions |
| RuPaul’s Drag Race                     | RuPaul's Drag Race                                | Logo TV/VH1                                | seit 2009    | World of Wonder |
|                                        | How's Your News?                                  | MTV                                        | 2009         | AM/FM Pictures |
|                                        | Rob Dyrdek's Fantasy Factory                      | MTV                                        | 2009–2015    | Gorilla Flicks |
|                                        | T.I.'s Road to Redemption                         | MTV                                        | 2009         | Category 5 Entertainment / Grand Hustle Productions / Ish Entertainment |
|                                        | Important Things with Demetri Martin              | Comedy Central                             | 2009         | Comedy Partners / Busboy Productions / PersonGlobal |
|                                        | Tough Love                                        | VH1                                        | 2009–2013    | High Noon Entertainment / Flower Films |
|                                        | The Cougar                                        | TV Land                                    | 2009         | Warner Horizon Television / Next Entertainment |
|                                        | Tosh.0                                            | Comedy Central                             | 2009–2020    | Comedy Partners / Black Heart Productions |
|                                        | 16 and Pregnant                                   | MTV                                        | seit 2009    | 11th Street Productions |
|                                        | DJ & the Fro                                      | MTV                                        | 2009         | MTV Animation / Double Hemm |
|                                        | Michael & Michael Have Issues                     | Comedy Central                             | 2009         | Comedy Partners |
|                                        | Have My Day                                       | TV Land                                    | 2009         | Sony Pictures Television / Embassy Row / Monkey Kingdom |
|                                        | Surviving Disaster                                | Paramount Network                          | 2009         | Spike Cable Networks / Wall to Wall Media |
|                                        | Popzilla                                          | MTV                                        | 2009         | MTV Animation / Animax Entertainment |
|                                        | Secret Girlfriend                                 | Comedy Central                             | 2009         | Comedy Partners / Fremantle |
| Jersey Shore                           | Jersey Shore                                      | MTV                                        | 2009–2012    | 495 Productions |
|                                        | Teen Mom                                          | MTV                                        | 2009–2021    | 11th Street Productions |
|                                        | John Oliver's New York Stand-Up Show              | Comedy Central                             | 2010–2013    | Comedy Partners |
|                                        | First Love, Second Chance                         | TV Land                                    | 2010         | |
| Ugly Americans                         | Ugly Americans                                    | Comedy Central                             | 2010–2012    | Comedy Partners / Irony Point / Augenblick Studios / Big Jump Entertainment (Staffel 2) / Solis/Markle Animation Productions / Tookie Wilson Productions / F**k Factor Productions / Cuppa Coffee Studios (Staffel 1) / Turner Studios |
|                                        | Basketball Wives                                  | VH1                                        | seit 2010    | Shed Media and Truly Original (Staffel 10-) |
| Hot in Cleveland                       | Hot in Cleveland                                  | TV Land                                    | 2010–2015    | Hazy Mills Productions / SamJen Productions |
|                                        | Harry Loves Lisa                                  | TV Land                                    | 2010         | Good Clean Fun |
|                                        | Auction Hunters                                   | Paramount Network                          | 2010–2012    | Spike Cable Networks Inc. / Gurney Productions |
|                                        | Teen Mom 2                                        | MTV                                        | 2011–2022    | 11th Street Productions |
| Skins                                  | Skins                                             | MTV                                        | 2011         | Company Pictures / Storm Dog Films / Entertainment One |
| Retired at 35                          | Retired at 35                                     | TV Land                                    | 2011–2012    | Fore Left Productions / Acme Productions |
|                                        | Love & Hip Hop: New York                          | VH1                                        | 2011–2020    | Monami Productions / Eastern TV (Staffeln 1–9) / Big Fish Entertainment (Staffel 10) |
|                                        | Coal                                              | Paramount Network                          | 2011         | Spike Cable Networks Inc. / Original Productions |
| Workaholics                            | Workaholics                                       | Comedy Central                             | 2011–2017    | Comedy Partners / Avalon Television / Mail Order Comedy / 4th Year Productions (2011–2014) / Gigapix Studios (2011–2013) |
|                                        | Mob Wives                                         | VH1                                        | 2011–2016    | Electus / The Weinstein Company / Left/Right Productions / Just Jenn Productions |
|                                        | Repo Games                                        | Paramount Network                          | 2011–2012    | Spike Cable Networks Inc, / 495 Productions |
|                                        | Single Ladies                                     | VH1/BET Her                                | 2011–2014    | Flavor Unit Entertainment / The Popfilms Movie Company (Staffeln 1–3) / The Littlejohn Experience (Staffel 1) / In Cahoots Media Inc. (Staffeln 1–3) / Blue Ice Pictures (Staffel 4) / Water Walk Productions (Staffel 4)              |
| Teen Wolf                              | Teen Wolf                                         | MTV                                        | 2011–2017    | Adelstein Productions / DiGa Vision / First Cause, Inc. / Lost Marbles Television / Siesta Productions / MGM Television |
| Happily Divorced                       | Happily Divorced                                  | TV Land                                    | 2011–2013    | Uh-Oh Productions |
|                                        | Bar Rescue                                        | Paramount Network                          | seit 2011    | Spike Cable Networks Inc. / 3 Ball Entertainment |
| Awkward – Mein sogenanntes Leben       | Awkward                                           | MTV                                        | 2011–2016    | Remote Productions / Mosquito Productions / Crazy Cat Lady Productions |
|                                        | Ridiculousness                                    | MTV                                        | seit 2011    | Dickhouse Productions (2011–2014) / Thrill One Media (seit 2013) / Gorilla Flicks (seit 2014) |
| Death Valley                           | Death Valley                                      | MTV                                        | 2011         | Liquid Therapy / Guitar & Pen Productions |
|                                        | Flip Men                                          | Paramount Network                          | 2011–2012    | Spike Cable Networks Inc. / 25/7 Productions |
|                                        | Good Vibes                                        | MTV                                        | 2011         | MTV Animation / Werner Entertainment / Rough House / Not the QB Pro. / Six Point Harness / Warner Horizon Television |
|                                        | Friendzone                                        | MTV                                        | 2011–2014    | 495 Productions |
| Guy Code                               | Guy Code                                          | MTV2                                       | 2011–2015    | |
| The Exes                               | The Exes                                          | TV Land                                    | 2011–2015    | Mark Reisman Productions / Acme Productions |
|                                        | Caged                                             | MTV                                        | 2012         | Joke Productions |
|                                        | Ink Master                                        | Paramount Network/Paramount+               | seit 2012    | Spike Cable Networks Inc. / Truly Original |
| Key & Peele                            | Key & Peele                                       | Comedy Central                             | 2012–2015    | Comedy Partners / Cindylou / Monkeypaw Productions / Martel & Roberts Productions / Principato-Young Entertainment |
|                                        | American Digger                                   | Paramount Network                          | 2012–2013    | Spike Cable Networks Inc. / Gurney Productions |
|                                        | The Pauly D Project                               | MTV                                        | 2012         | 495 Productions / ReignDeer Entertainment |
|                                        | Undercover Stings                                 | Paramount Network                          | 2012         | Spike Cable Networks Inc. / Langley Productions |
|                                        | Comedy Central Stand-Up Presents                  | Comedy Central                             | 2012–2019    | Comedy Partners / Triage Entertainment |
|                                        | Stevie TV                                         | VH1                                        | 2012–2013    | New Wave Entertainment |
|                                        | Mob Wives Chicago                                 | VH1                                        | 2012         | Electus / Just Jenn Productions / Left/Right Productions / The Weinstein Company |
|                                        | World's Worst Tenants                             | Paramount Network                          | 2012–2013    | Spike Cable Networks Inc. / Zoo Productions |
|                                        | Love & Hip Hop: Atlanta                           | VH1                                        | seit 2012    | Monami Productions / Eastern TV (Staffeln 1–8), Big Fish Entertainment (Staffel 9) / New Group Productions (Staffel 10) |
| The Soul Man                           | The Soul Man                                      | TV Land                                    | 2012–2016    | Bird and a Bear Entertainment / Hazy Mills Productions / SamJen Productions |
|                                        | Snooki & Jwoww                                    | MTV                                        | 2012–2015    | 495 Productions |
|                                        | Hollywood Exes                                    | VH1                                        | 2012–2014    | Shed Media / Lynch-Dyson Entertainment |
|                                        | The Inbetweeners                                  | MTV                                        | 2012         | Bwark Productions / Kapital Entertainment / Brad Copeland Productions |
| Brickleberry                           | Brickleberry                                      | Comedy Central                             | 2012–2015    | Comedy Partners / Fox 21 Television Studios / Bento Box Entertainment / Damn! Show Productions / Black Heart Productions |
|                                        | This Is How I Made It                             | MTV                                        | 2012–2013    | |
|                                        | Underemployed                                     | MTV                                        | 2012–2013    | Pine City |
| RuPaul’s Drag Race All Stars           | RuPaul's Drag Race All Stars                      | Logo TV/VH1/Paramount+                     | seit 2012    | World of Wonder |
| Catfish – Verliebte im Netz            | Catfish: The TV Show                              | MTV                                        | seit 2012    | Critical Content / Catfish Picture Company |
|                                        | Buckwild                                          | MTV                                        | 2013         | Parallel Entertainment Pictures / Zoo Productions |
|                                        | CMT Hot Twenty                                    | CMT                                        | seit 2013    | |
|                                        | Black Ink Crew                                    | VH1                                        | seit 2013    | VH1 Productions / Big Fish Entertainment (Staffeln 1–8) |
|                                        | Kroll Show                                        | Comedy Central                             | 2013–2015    | Comedy Partners / Good at Bizness, Inc. |
|                                        | The Jenny McCarthy Show                           | VH1                                        | 2013         | Sony Pictures Television / Embassy Row / Jenny McCarthy Productions |
|                                        | Nathan for You                                    | Comedy Central                             | 2013–2017    | Comedy Partners / Abso Lutely Productions / Blow Out Productions / W.D.M |
|                                        | The Gossip Game                                   | VH1                                        | 2013         | Magilla Entertainment / District Media Entertainment / Monami Entertainment |
|                                        | Forever Young                                     | TV Land                                    | 2013         | 3 Ball Productions / Katalyst Films |
| Girl Code                              | Girl Code                                         | MTV                                        | 2013–2018    | |
|                                        | Inside Amy Schumer                                | Comedy Central/Paramount+                  | seit 2013    | Comedy Partners / It's So Easy Productions / Irony Point / Jax Media |
| Zach Stone Is Gonna Be Famous          | Zach Stone Is Gonna Be Famous                     | MTV                                        | 2013         | 3 Arts Entertainment |
|                                        | The Show with Vinny                               | MTV                                        | 2013         | 495 Productions / Generate Management |
| Hit the Floor                          | Hit the Floor                                     | VH1/BET                                    | 2013–2018    | The Film Syndicate / In Cahoots Media |
| Drunk History                          | Drunk History                                     | Comedy Central                             | 2013–2019    | Comedy Partners / Gary Sanchez Productions / Konner Productions / Funny or Die |
|                                        | Bounty Hunters                                    | CMT                                        | 2013         | Country Music Television / Muse Entertainment / Parallel Entertainment Pictures |
|                                        | Miami Monkey                                      | VH1                                        | 2013         | Electus / The Weinstein Company / Just Jenn Productions / Left/Right Productions |
|                                        | Big Tips Texas                                    | MTV                                        | 2013         | Breitenback Creative + Media / 20 West Productions |
|                                        | @midnight                                         | Comedy Central                             | 2013–2017    | Comedy Partners / Funny or Die / Garant Lennon Productions / Nerdist Industries / Serious Business / Brillstein Entertainment Partners                                                                                                 |
|                                        | Adam Devine's House Party                         | Comedy Central                             | 2013–2016    | Comedy Partners / Dennis and Penny's Son, Inc. / Wonk Inc. / Avalon Television |
|                                        | Scrubbing In                                      | MTV                                        | 2013         | Never Nominated |
|                                        | Kirstie                                           | TV Land                                    | 2013–2014    | Marco Pennette Productions / True Blue Productions |
|                                        | Party Down South                                  | CMT                                        | 2014–2016    | Country Music Television / 495 Productions |
| Are You the One?                       | Are You the One?                                  | MTV/Paramount+                             | seit 2014    | Lighthearted Entertainment |
| Broad City                             | Broad City                                        | Comedy Central                             | 2014–2019    | Comedy Partners / Paper Kite Productions / 3 Arts Entertainment / Jax Media |
|                                        | Idiotsitter                                       | CC: Studios/Comedy Central                 | 2014–2017    | Comedy Partners / 3 Arts Entertainment |
| Review                                 | Review                                            | Comedy Central                             | 2014–2017    | Comedy Partners / Abso Lutely Productions |
| TripTank                               | TripTank                                          | Comedy Central                             | 2014–2016    | Comedy Partners / ShadowMachine |
| Faking It                              | Faking It                                         | MTV                                        | 2014–2016    | |
|                                        | Copycat                                           | MTV                                        | 2014         | Next Entertainment / Warner Horizon Television |
|                                        | Jennifer Falls                                    | TV Land                                    | 2014         | Vanity Logo Productions / Acme Productions |
|                                        | Steve Austin's Broken Skull Challenge             | CMT                                        | 2014–2016    | Country Music Television / Broken Skull Productions / 51 Minds Entertainment |
| Finding Carter                         | Finding Carter                                    | MTV                                        | 2014–2015    | The Popfilms Movie Company / Stockton Drive Inc. / Go Dog Go / One Two Punch Productions / Warner Horizon Television |
|                                        | Make or Break: The Linda Perry Project            | VH1                                        | 2014         | Irwin Entertainment |
| Dating Naked                           | Dating Naked                                      | VH1/Paramount+                             | seit 2014    | Lighthearted Entertainment |
|                                        | LeAnn & Eddie                                     | VH1                                        | 2014         | Gurney Productions / Octagon Entertainment Corporation / Maniac Creative |
|                                        | The Meltdown with Jonah and Kumail                | Comedy Central                             | 2014–2016    | Comedy Partners / Red Hour Productions / Literally Figurative / Johnny Videogames |
|                                        | Atlanta Exes                                      | VH1                                        | 2014         | Shed Media / Lynch-Dyson Entertainment |
|                                        | I Heart Nick Carter                               | VH1                                        | 2014         | Bischoff Hervey Entertainment |
|                                        | Love & Hip Hop: Hollywood                         | VH1                                        | 2014–2019    | Monami Productions / Eastern TV (Staffeln 1–5) / Big Fish Entertainment (Staffel 6) |
|                                        | Tiny & Shekinah's Weave Trip                      | VH1                                        | 2014         | 51 Minds Entertainment / Wikked Cat / Pretty Hustle Productions / Grand Hustle Productions |
|                                        | Slednecks                                         | MTV                                        | 2014         | Zoo Productions / All3Media America / Parallel Entertainment Pictures |
|                                        | K. Michelle: My Life                              | VH1                                        | 2014–2017    | Eastern TV / Monami Entertainment |
|                                        | MTV's Got Your 6                                  | MTV                                        | 2014         | Karga Seven Pictures |
|                                        | Suave Says                                        | VH1                                        | 2014–2015    | Blank Paige Productions / 51 Minds Entertainment |
|                                        | Soroity Sisters                                   | VH1                                        | 2014–2015    | Eastern TV / Juma Entertainment |
| Eye Candy                              | Eye Candy                                         | MTV                                        | 2015         | Blumhouse Television / Jax Media |
| Schitt’s Creek                         | Schitt's Creek                                    | PopCBC                                     | 2015–2020    | Pop Media Group / Not A Real Company Productions / Canadian Broadcasting Corporation / ITV Studios Global Entertainment |
|                                        | One Bad Choice                                    | MTV                                        | 2015         | Optomen / Jax Media |
|                                        | Barely Famous                                     | VH1                                        | 2015         | Good Clean Fun / 3 Arts Entertainment |
|                                        | Big Time in Hollywood, FL                         | Comedy Central                             | 2015         | Comedy Partners / Red Hour Productions / Brillstein Entertainment Partners |
| Younger                                | Younger                                           | TV Land/Paramount+                         | 2015–2021    | Darren Star Productions / Jax Media |
|                                        | Lip Sync Battle                                   | Paramount Network                          | 2015–2019    | Spike Cable Networks / Matador Content / Sunday Night Productions / Eight Million Plus Productions / Four Eyes Entertainment / Carey Patterson Entertainment                                                                           |
| Scream                                 | Scream                                            | MTV/VH1                                    | 2015–2019    | Dimension Television (Staffeln 1–2) / Signpost Up Ahead (Staffeln 1–2) / Flavor Unit Entertainment (Staffel 3) |
|                                        | Sing it On                                        | Pop                                        | 2015–2016    | Pop Media Group / Core Media Group / Sharp Entertainment / Get Lifted Film Co. |
|                                        | Another Period                                    | Comedy Central                             | 2015–2018    | Comedy Partners / Red Hour Productions / Leggero/Lindhome Productions / Konner Productions |
|                                        | Why? with Hannibal Buress                         | Comedy Central                             | 2015         | Comedy Partners / 3 Arts Entertainment |
| Impastor                               | Impastor                                          | TV Land                                    | 2015–2016    | CBS Studios / The Tannenbaum Company / All in Vane |
|                                        | The Jim Gaffigan Show                             | TV Land                                    | 2015–2016    | Fedora Entertainment / Brillstein Entertainment Partners / Burrow Owl Productions / Jax Media / Chimichanga Productions, Inc./ Sony Pictures Television                                                                                |
|                                        | Twinning                                          | VH1                                        | 2015         | Lighthearted Entertainment |
|                                        | Kingin' with Tyga                                 | MTV2/MTV                                   | 2015–2016    | 3 Ball Entertainment |
|                                        | Todrick                                           | MTV                                        | 2015         | Brian Graden Media |
|                                        | Moonbeam City                                     | Comedy Central                             | 2015         | Comedy Partners / Olive Bridge Entertainment / Alphapanel Industries / Solis Animation / Titmouse, Inc. |
|                                        | Middle of the Night Show                          | MTV                                        | 2015         | Big Breakfast |
|                                        | Follow the Rules                                  | MTV                                        | 2015         | 51 Minds Entertainment / Flavor Unit Entertainment |
|                                        | Black Ink Crew: Chicago                           | VH1                                        | 2015–2022    | Big Fish Entertainment (Staffeln 1–6) |
|                                        | I Love Kellie Pickler                             | CMT                                        | 2015–2017    | Country Music Television, Inc. / Ryan Seacrest Productions / 51 Minds Entertainment |
| The Shannara Chronicles                | The Shannara Chronicles                           | MTV/Paramount Network                      | 2016–2017    | Sonar Entertainment / Farah Films / Millar Gough Ink / Raygun One |
|                                        | Easiest Game Show Ever                            | Pop                                        | 2016         | Pop Media Group / Nigel Lithgoe Productions / The Jackal Group |
| Teachers                               | Teachers                                          | TV Land                                    | 2016–2019    | Martel & Roberts Productions |
|                                        | Greatest Party Story Ever                         | MTV                                        | 2016         | MTV Animation / Four Peaks Media Group / Den of Thieves / ShadowMachine |
|                                        | Not Safe with Nikki Glaser                        | Comedy Central                             | 2016         | Comedy Partners / Perfect / Convy Entertainment / Guinea Pig Productions / Brillstein Entertainment Partners |
|                                        | MTV's Suspect                                     | MTV                                        | 2016         | Critical Content / Right Mind Films |
|                                        | Lopez                                             | TV Land                                    | 2016–2017    | 3 Arts Entertainment / Dakota Pictures / Travieso Productions / Altschuler Krinsky Works |
|                                        | Time Traveling Bong                               | Comedy Central                             | 2016         | Comedy Partners / 3 Arts Entertainment |
|                                        | Ladylike                                          | MTV                                        | 2016         | Bird Brain |
|                                        | The Amber Rose Show                               | VH1                                        | 2016         | Stage 29 Productions |
| VH1 Live!                              | VH1 Live!                                         | VH1                                        | 2016         | Embassy Row |
|                                        | Loosely Exactly Nicole                            | MTV/Facebook Watch                         | 2016–2018    | 3 Arts Entertainment / Jax Media |
|                                        | Mary + Jane                                       | MTV                                        | 2016         | Multi-Start Productions / Entertainment 360 / Merry Jane |
|                                        | Legends of Chamberlain Heights                    | Comedy Central                             | 2016–2017    | Comedy Partners / Bento Box Entertainment |
|                                        | Wonderland                                        | MTVComedy Central                          | 2016         | Done+Dusted |
|                                        | Acting Out                                        | MTV                                        | 2016         | A. Smith & Co. Productions |
|                                        | Sweet/Vicious                                     | MTV                                        | 2016–2017    | |
|                                        | Nightcap                                          | Pop                                        | 2016–2017    | Pop Media Group / Lionsgate Television / Free 90 Media / Trout The Dog Productions / Zero Point Zero Production / Dakota Pictures |
|                                        | Jeff & Some Aliens                                | Comedy Central                             | 2017         | Comedy Partners / ShadowMachine |
|                                        | Detroiters                                        | Comedy Central                             | 2017–2018    | Comedy Partners / Broadway Video |
|                                        | Stranded with a Million Dollars                   | MTV                                        | 2017         | Tollbooth TV |
|                                        | The High Court with Doug Benson                   | Comedy Central                             | 2017         | Comedy Partners / Jash / Propagate Content |
|                                        | Nobodies                                          | TV Land / Paramount Network                | 2017–2018    | Spike Cable Networks Inc. / On the Day Productions / Jax Media |
|                                        | Return of the Mac                                 | Pop                                        | 2017         | Pop Media Group / CBS Studios / D&J Productions / T Group Productions |
|                                        | Hollywood Darlings                                | Pop                                        | 2017–2018    | Pop Media Group / All3Media America / Main Event Media |
|                                        | The Challenge: Champs vs. Stars                   | MTV                                        | 2017–2018    | Bunim/Murray Productions |
|                                        | Siesta Key                                        | MTV                                        | seit 2017    | Entertainment One |
|                                        | The Opposition with Jordan Klepper                | Comedy Central                             | 2017–2018    | Comedy Partners / Ark Angel |
|                                        | 90's House                                        | MTV                                        | 2017         | Super Delicious Productions |
|                                        | Floribama Shore                                   | MTV                                        | 2017–2021    | 495 Productions |
|                                        | Hot Date                                          | Pop                                        | 2017–2019    | Pop Media Group / Artists First / Electric Avenue / Propagate Content / Big Breakfast |
|                                        | Amazingness                                       | MTV                                        | 2017–2018    | Superjacket Productions |
|                                        | Love & Hip Hop: Miami                             | VH1                                        | seit 2018    | Monami Productions / Eastern TV (Staffeln 1–2) / Big Fish Entertainment (Staffel 3) / New Group Productions (Staffel 4) |
|                                        | Corporate                                         | Comedy Central                             | 2018–2020    | Comedy Partners / Incredible Success! |
|                                        | Teen Mom: Young and Pregnant                      | MTV                                        | seit 2018    | |
| Jersey Shore Family Vacation           | Jersey Shore: Family Vacation                     | MTV                                        | seit 2018    | 495 Productions |
|                                        | Ex on the Beach                                   | MTV                                        | seit 2018    | Entertainment One / Whizz Kid Entertainment / Purveyors of Pop |
| Yellowstone                            | Yellowstone                                       | Paramount Network                          | seit 2018    | Spike Cable Networks / Linson Entertainment / Bosque Ranch Productions / Treehouse Films / 101 Studios |
|                                        | Heathers                                          | Paramount Network                          | 2018         | Spike Cable Networks / Gyre & Gimble Productions / Underground Films / Lakeshore Entertainment |
|                                        | Teen Mom: Young Moms Club                         | MTV                                        | 2018–2019    | |
|                                        | T.I. & Tiny: Friends & Family Hustle              | VH1                                        | seit 2018    | VH1 Productions / Grand Hustle Productions / Tiny Hustle / Crossover Entertainment / 51 Minds Entertainment |
|                                        | Cartel Crew                                       | VH1                                        | 2019–2021    | Big Fish Entertainment (Staffeln 1–2) |
|                                        | Lindsay Lohan's Beach Club                        | MTV                                        | 2019         | Bunim/Murray Productions |
| The Other Two                          | The Other Two                                     | Comedy Central/HBO Max                     | seit 2019    | Comedy Partners / Broadway Video / Jax Media / Kelly/Schneider |
|                                        | Game of Clones                                    | MTV                                        | 2019         | The Roush Wagner Company / Youngest Media |
|                                        | Double Shot at Love                               | MTV                                        | seit 2019    | 495 Productions |
|                                        | El Mundo Real                                     | Facebook Watch                             | 2019         | Bunim/Murray Productions |
|                                        | Alternatino with Arturo Castro                    | Comedy Central                             | 2019         | Avalon Television |
| The Hills: New Beginnings              | The Hills: New Beginnings                         | MTV                                        | 2019–2021    | Evolution Media |
|                                        | Girls Cruise                                      | VH1                                        | 2019         | Big Fish Entertainment |
|                                        | South Side                                        | Comedy Central/HBO Max                     | seit 2019    | Comedy Partners / Emerald Street / The Riddle Entertainment Group / Jax Media |
|                                        | Black Ink Crew: Compton                           | VH1                                        | 2019–2022    | Big Fish Entertainment (Staffel 1) |
|                                        | Ghosted: Love Gone Missing                        | MTV                                        | 2019–2021    | Sharp Entertainment |
|                                        | True Life Crime                                   | MTV                                        | seit 2020    | Good Caper Content / Karga Seven Pictures / Left/Right Productions |
|                                        | 68 Whiskey                                        | Paramount Network                          | 2020         | Spike Cable Networks / CBS Studios / Imagine Television Studios / yes Studios / Little City Ironworks |
|                                        | Awkwafina Is Nora from Queens                     | Comedy Central                             | seit 2020    | Comedy Partners / In Fina We Trust / Artists First |
|                                        | Families of the Mafia                             | MTV                                        | seit 2020    | |
|                                        | Paradise Lost                                     | Spectrum Originals                         | 2020         | Spike Cable Networks / Paramount Television Studios / Fishburne & Sons / Simon–Binx Productions / Anonymous Content |
| RuPaul’s Secret Celebrity Drag Race    | RuPaul's Secret Celebrity Drag Race               | VH1                                        | seit 2020    | World of Wonder |
|                                        | Revenge Prank                                     | MTV                                        | 2020–2021    | Gobstopper Television |
|                                        | True Life Presents: Quarantine Stories            | MTV                                        | 2020         | |
|                                        | RuPaul's Drag Race: Vegas Revue                   | VH1                                        | 2020         | World of Wonder |
| Emily in Paris                         | Emily in Paris                                    | Netflix                                    | seit 2020    | Darren Star Productions / Jax Media |
|                                        | Deliciousness                                     | MTV                                        | seit 2020    | Thrill One Media / Gorilla Flicks |
|                                        | VH1 Family Reunion: Love & Hip Hop Edition        | VH1                                        | seit 2021    | |
|                                        | My Celebrity Dream Wedding                        | VH1                                        | seit 2021    | Entertainment One |
| The Real World: Homecoming             | The Real World Homecoming                         | Paramount+                                 | 2021–2022    | Bunim/Murray Productions |
|                                        | The Challenge: All Stars                          | Paramount+                                 | seit 2021    | Bunim/Murray Productions |
|                                        | From Cradle to Stage                              | Paramount+                                 | 2021         | Live Nation Entertainment / Roswell Films / Therapy Studios |
|                                        | CMT Campfire Sessions                             | CMT                                        | seit 2021    | |
|                                        | Adorableness                                      | MTV                                        | seit 2021    | Thrill One Media / Gorilla Flicks |
|                                        | My True Crime Story                               | VH1                                        | 2021–2022    | Hotsnakes Media |
|                                        | Messyness                                         | MTV                                        | seit 2021    | Thrill One Media / Gorilla Flicks |
|                                        | Hell of A Week with Charlamagne tha God           | Comedy Central                             | seit 2021    | Comedy Partners / CThaGodWorld Productions / Spartina Productions |
|                                        | Mayor of Kingstown                                | Paramount+                                 | seit 2021    | Bosque Ranch Productions / 101 Studios / Yari Film Group / Yucaipa Companies |
| Queen of the Universe                  | Queen of the Universe                             | Paramount+                                 | seit 2021    | World of Wonder |
| 1883                                   | 1883                                              | Paramount+                                 | 2021–2022    | 101 Studios / Bosque Ranch Productions / Linson Entertainment |
|                                        | Teen Mom: Family Reunion                          | MTV                                        | seit 2022    | 11th Street Productions |
|                                        | Teen Mom: Girl's Night In                         | MTV                                        | seit 2022    | 11th Street Productions |
|                                        | Fairview                                          | Comedy Central                             | 2022         | CBS Studios / Spartina Productions / Licht Media Solutions / RJ Fried Worldwide |
|                                        | Becoming A Popstar                                | MTV                                        | seit 2022    | Pepsi Productions / Jesse Collins Entertainment / Velocity |
|                                        | Help! I'm in a Secret Relationship!               | MTV                                        | seit 2022    | Sharp Entertainment |
|                                        | Hip Hop My House                                  | Paramount+                                 | seit 2022    | Anaid Productions |
|                                        | Buckhead Shore                                    | MTV                                        | 2022         | 495 Productions |
|                                        | All Star Shore                                    | Paramount+                                 | seit 2022    | White Label Productions / ITV Studios Netherlands |
|                                        | The Challenge: USA                                | CBS                                        | seit 2022    | Bunim/Murray Productions |
|                                        | Uncoupled                                         | Netflix/Showtime                           | seit 2022    | Darren Star Productions / Jeffrey Richman Productions / Jax Media |
|                                        | Teen Mom: The Next Chapter                        | MTV                                        | seit 2022    | 11th Street Productions |
|                                        | The Challenge: Untold History                     | MTV                                        | 2022         | Bunim/Murray Productions |
| Tulsa King                             | Tulsa King                                        | Paramount+                                 | seit 2022    | Bosque Ranch Productions / Cold Front Productions / Balboa Productions / 101 Studios |
|                                        | George & Tammy                                    | Showtime                                   | 2022–2023    | Freckle Films / 101 Studios / Mad Chance Productions / Blink Films Inc / Aunt Sylvia's Moving Picture Co. / Brolin Productions |
|                                        | Sampled                                           | Paramount+                                 | seit 2022    | 3Ball Productions / Hu |
| 1923                                   | 1923                                              | Paramount+                                 | seit 2022    | 101 Studios / Linson Entertainment / Bosque Ranch Productions |
| Wolf Pack                              | Wolf Pack                                         | Paramount+                                 | seit 2023    | First Cause, Inc. / Capital Arts Entertainment |
|                                        | Digman!                                           | Comedy Central                             | seit 2023    | Dandyflower Productions / Lonely Island Classics / Titmouse, Inc. / CBS Studios |
|                                        | 1883: The Bass Reeves Story                       | Paramount+                                 | TBA          | 101 Studios / Bosque Ranch Productions / Yoruba Saxon |
|                                        | Dating at Sea                                     | MTV                                        | TBA          | |
|                                        | De La Calle                                       | Paramount+                                 | TBA          | Zero Point Zero Productions |
|                                        | Everybody Still Hates Chris                       | Paramount+ / Comedy Central                | TBA          | CBS Studios / 3 Arts Entertainment / CR Enterprises, Inc. |
|                                        | The Hills: Next Gen                               | MTV                                        | TBA          | [ 13 ] |
|                                        | Jersey Shore 2.0                                  | MTV                                        | TBA          | 495 Productions |
|                                        | Land Man                                          | Paramount+                                 | TBA          | Imperative Entertainment / Texas Monthly |
|                                        | Love at First Lie: Who’s A Couple And Who’s A Con | MTV                                        | TBA          | |
|                                        | Power Game                                        | MTV                                        | TBA          | |

### Fernsehspecials
| Titel                                    | Fernsehsender     | Jahre     | Weitere Produktionsunternehmen                                                                            |
| ---------------------------------------- | ----------------- | --------- | --- |
| CMT Music Awards                         | CMT/CBS           | seit 1964 | Switched On Entertainment                                                                                 |
| MTV New Year's Eve Specials              | MTV               | 1981–2014 | MTV News                                                                                                  |
| MTV Video Music Awards                   | MTV               | seit 1984 | Den of Thieves                                                                                            |
| Camp MTV                                 | MTV               | 1989      | |
| MTV Movie & TV Awards                    | MTV               | seit 1992 | Den of Thieves                                                                                            |
| VH1 Honors                               | VH1               | 1994      | Ken Ehrlich Productions                                                                                   |
| VH1 Fashion and Music Awards             | VH1               | 1995      | |
| My VH1 Music Awards                      | VH1               | 2000–2001 | |
| MTV Icon                                 | MTV/MTV2          | 2001–2004 | |
| CBS News on Logo: Special Report on AIDS | Logo TV           | 2005      | CBS News                                                                                                  |
| Scream Awards                            | Paramount Network | 2006–2011 | Spike Cable Networks / Michael Levitt Productions / Chloe Productions                                     |
| The Making of Jackass the Game           | MTV               | 2007      | Red Mile Entertainment / Dickhouse Productions                                                            |
| A Colbert Christmas                      | Comedy Central    | 2008      | Comedy Partners / Spartina Productions                                                                    |
| Bam's World Domination                   | Paramount Network | 2010      | Spike Cable Networks Inc. / Time Inc. Studios / Capital V Productions                                     |
| Bo Burnham: Words, Words, Words          | Comedy Central    | 2010      | Comedy Partners / 3 Arts Entertainment / Art & Industry                                                   |
| CMT Artists of the Year                  | CMT               | seit 2010 | Country Music Television / Switched On Entertainment                                                      |
| The Comedy Awards                        | Comedy Central    | 2011–2012 | Comedy Partners                                                                                           |
| Daniel Tosh: Happy Thoughts              | Comedy Central    | 2011      | Comedy Partners / Irwin Entertainment / Black Hearts Productions                                          |
| Norm Macdonald: Me Doing Standup         | Comedy Central    | 2011      | Comedy Partners / Irwin Entertainment / Norm Macdonald Productions / Brillstein Entertainment Partners    |
| It Gets Better                           | Logo TV MTV       | 2012      | Snackaholic / Hypomania Content / Octagon Entertainment                                                   |
| Jo Koy: Lights Out                       | Comedy Central    | 2012      | Comedy Partners / Art & Industry                                                                          |
| Jeff Ross Roasts America                 | Comedy Central    | 2012      | Comedy Partners / Enough with the Bread Already Productions / Tagline Television                          |
| Demetri Martin: Standup Comedian         | Comedy Central    | 2012      | Comedy Partners / PersonGlobal / Irwin Entertainment                                                      |
| D.L. Hughley: The Endangered List        | Comedy Central    | 2012      | Comedy Partners / Five Timez Productions / Kahn Miller Greenberg / 3 Arts Entertainment                   |
| Al Madrigal: Why Is The Rabbit Crying?   | Comedy Central    | 2013      | Comedy Partners / Pupcake Productions / Brillstein Entertainment Partners                                 |
| Steve Rannazzisi: Manchild               | Comedy Central    | 2013      | Comedy Partners / Brillstein Entertainment Partners / Irwin Entertainment                                 |
| Neal Brennan: Woman and Black Dudes      | Comedy Central    | 2014      | Comedy Partners / Neal Brennan, Inc. / Irwin Entertainment / Brillstein Entertainment Partners            |
| Laverine Cox: The T Word                 | MTVLogo TV        | 2014      | Ish Entertainment / Gigantic! Productions                                                                 |
| Ari Shaffir: Paid Regular                | Comedy Central    | 2015      | Comedy Partners / Tax Industries / Art & Industry                                                         |
| Nicki Minaj: My Time Again               | MTV               | 2015      | RadicalMedia                                                                                              |
| Nick Swardson: Taste It                  | Comedy Central    | 2015      | Comedy Partners / Irwin Entertainment / Brillstein Entertainment Partners                                 |
| Bridget Everest: Gynecological Wonder    | Comedy Central    | 2015      | Comedy Partners / Red Hour Productions / Beavertail Productions                                           |
| Steve Rannazzisi: Breaking Dad           | Comedy Central    | 2015      | Comedy Partners / Thank You, Brain! Productions / Brillstein Entertainment Partners                       |
| Nikki Glasser: Perfect                   | Comedy Central    | 2016      | Comedy Partners / Irwin Entertainment / Perfect / Convy Entertainment / Brillstein Entertainment Partners |
| Big Jay Oakerson: Live at Wembley Hall   | Comedy Central    | 2016      | Comedy Partners / Angry Buddha Films / ScooBADoo Productions / Jax Media                                  |
| Roy Wood Jr.: Father Figure              | Comedy Central    | 2017      | Comedy Partners / Art & Industry                                                                          |
| In Session Live with Dr. Jess            | VH1               | 2018      | Big Fish Entertainment / CThaGodWorld Productions                                                         |
| RuPaul's Drag Race Holi-slay Spectacular | VH1               | 2018      | World of Wonder                                                                                           |
| The Challenge: CT's Getting Married      | MTV               | 2018      | Bunim/Murray Productions                                                                                  |
| Hollywood Exes: Reunited                 | VH1               | 2020      | New Pop Culture Productions                                                                               |
| Dragging the Classics: The Brady Bunch   | Paramount+        | 2021      | World of Wonder                                                                                           |
| Roy Wood Jr.: Imperfect Messenger        | Comedy Central    | 2021      | Comedy Partners / Bob Bain Productions / Mainstay Entertainment                                           |
| Reno 911!: The Hunt for QAnon            | Paramount+        | 2021      | Comedy Partners / High Sierra Carpeting                                                                   |
| South Park: The 25th Anniversary Concert | Comedy Central    | 2022      | Comedy Partners / Alex Coletti Productions                                                                |
| Jeff Dunham: Me the People               | Comedy Central    | 2022      | Red Wire Blue Wire / Triage Entertainment                                                                 |

### Fernsehfilme
| Titel                                    | Fernsehsender     | Jahre | Weitere Produktionsunternehmen                                                                     |
| ---------------------------------------- | ----------------- | ----- | -------------------------------------------------------------------------------------------------- |
| Two of Us                                | VH1               | 2000  | Viacom Productions                                                                                 |
| 2gether                                  | MTV               | 2000  | Keystone Pictures / 2gether Productions                                                            |
| Jailbait                                 | MTV               | 2000  | Once Upon a Time Films                                                                             |
| Meat Loaf: To Hell and Back              | VH1               | 2000  | |
| Is It Fall Yet?                          | MTV               | 2000  | MTV Animation                                                                                      |
| Love Song                                | MTV               | 2000  | Viacom Productions                                                                                 |
| The Way She Moves                        | VH1               | 2001  | Wilshire Court Productions / Charter Films / Randwell                                              |
| Anatomy of a Hate Crime                  | MTV               | 2001  | Team Entertainment                                                                                 |
| Too Leight: The MC Hammer Story          | VH1               | 2001  | Wilshire Court Productions / Charter Films                                                         |
| Warning: Parental Advisory               | VH1               | 2002  | |
| Windy City Heat                          | Comedy Central    | 2003  | Comedy Partners / Jackhole Productions / Dakota Pictures                                           |
| The Hebrew Hammer                        | Comedy Central    | 2003  | ContentFilm / Intrinsic Value Films                                                                |
| Fat Camp: An MTV Docs Movie Presentation | MTV               | 2006  | Gigantic Productions                                                                               |
| All You’ve Got                           | MTV               | 2006  | Paramount Home Entertainment                                                                       |
| Totally Awesome                          | VH1               | 2006  | Paramount Home Entertainment / 3 Arts Entertainment / The Weinstein Company                        |
| Super Sweet 16: The Movie                | MTV               | 2007  | Paramount Home Entertainment                                                                       |
| My Super Psycho Sweet 16                 | MTV               | 2009  | In Cahoots Media, Inc. / The Popfilms Movie Company                                                |
| My Super Psycho Sweet 16: Part 2         | MTV               | 2010  | In Cahoots Media, Inc. / The Popfilms Movie Company                                                |
| Alternate History: Nazi's Win WW2        | Paramount Network | 2011  | Spike Cable Networks Inc. / Flight 33 Productions                                                  |
| 6 Days to Air                            | Comedy Central    | 2011  | Comedy Partners                                                                                    |
| My Super Psycho Sweet 16: Part 3         | MTV               | 2012  | In Cahoots Media, Inc. / The Popfilms Movie Company                                                |
| Eugene!                                  | Comedy Central    | 2012  | Comedy Partners / Jax Media                                                                        |
| CrazySexyCool: The TLC Story             | VH1               | 2013  | VH1 Productions / Diggit Entertainment Group / In Cahoots Media, Inc. / The Popfilms Movie Company |
| No Cameras Allowed                       | MTV               | 2014  | Fake Empire Productions                                                                            |
| The Dorm                                 | MTV               | 2014  | Sony Pictures Television / Nomadic Pictures                                                        |
| The Breaks                               | VH1               | 2016  | VH1 Productions                                                                                    |
| Dashing in December                      | Paramount Network | 2020  | The Ninth House                                                                                    |
| Adventures in Christmasing               | VH1               | 2021  | Johnson Production Group / K-Lab Studios                                                           |
| The Bitch Who Stole Christmas            | VH1               | 2021  | World of Wonder                                                                                    |
| A Clüsterfünke Christmas                 | Comedy Central    | 2021  | Comedy Partners / Lighthouse Pictures / Wishing Floor Films                                        |
| Hip Hop Family Christmas                 | VH1               | 2021  | Foxx Tales / Nexus Films                                                                           |
| Hot Mess Holiday                         | Comedy Central    | 2021  | Comedy Partners / Gunpowder & Sky                                                                  |
| Let's Get Merried                        | VH1               | 2021  | UnbeliEVAble Entertainment / Blue Ice Pictures                                                     |
| Miracle Across 125th Street              | VH1               | 2021  | Ncredible Entertainment / Capital Arts Entertainment                                               |
| Out of Office                            | Comedy Central    | 2022  | CBS Studios / Propagate Content                                                                    |
| Cursed Friends                           | Comedy Central    | 2022  | Propagate Content / Electric Avenue / Artists First                                                |
| Hip Hop Family Christmas Wedding         | VH1               | 2022  | Foxx Hole Productions / Nexus Films                                                                |
| All I Didn't Want for Christmas          | VH1               | 2022  | Blue Ice Pictures                                                                                  |
| A New Diva's Christmas Carol             | VH1               | 2022  | Green Door Pictures / Blue Ice Pictures                                                            |
| Fuhgeddabout Christmas                   | VH1               | 2022  | Justina Valentine Presents                                                                         |
| Jodie                                    | Comedy Central    | TBA   | |
| Washingtonia                             | Comedy Central    | TBA   | |